# Fields of Rock
Fields of Rock was een rock- en metalfestival. De eerste twee edities, die van 2003 en van 2005, werden gehouden in het Goffertpark in Nijmegen. De ondertitel uit die tijd was A Heavy Day In The Park. De derde en laatste editie, die van 2007, werd gehouden op het evenemententerrein bij Walibi Holland, in de buurt van Biddinghuizen met de tagline Camping Out Loud!. In 2008 stond het festival ook op de kalender, maar is het afgelast wegens een gebrek aan headliners en daardoor tegenvallende kaartverkoop.

## Edities

### 2003
Deze editie was speciaal voor Metallica uit de grond gestampt en vond plaats op 15 juni 2003. Oorspronkelijk was Limp Bizkit een van de hoofdacts, maar zij moesten afzeggen wegens uitgelopen cd-opnames. Verder zeiden Glassjaw, The Blood Brothers en F33L3R (wegens een motorongeluk van de gitarist) af. De laatste twee werden vervangen door Strapping Young Lad, respectievelijk Epica. Linkin Park werd ook als act genoemd, maar dit bleek niet het geval te zijn.
Main StageAutumn, Disturbed, Monster Magnet, Stone Sour, Marilyn Manson, Metallica
Tent StageStrapping Young Lad, Subway to Sally, Nile, Arch Enemy, Mudvayne, Opeth, Prong, Ministry
Locals OnlyBrainshake, All Points North, Cancelled, Darkdayrising, V-Male, DrowneD, Epica

### 2005
De tweede Fields of Rock vond plaats op 18 juni 2005 en werd speciaal voor Rammstein en Black Sabbath georganiseerd. Acts die moesten afzeggen: Arch Enemy (wegens het opstappen van een van de gitaristen), Towers of London (promotionele verplichtingen) en Bullet for My Valentine (moest de studio in). Chimaira's optreden werd verplaatst van de MTV Stage naar de Tent Stage om het gat dat Arch Enemy achterliet op te vullen, Gorefest verving hen weer op de MTV Stage. Metal Church was de vervanger van de Towers of London, Autumn verving Bullet for My Valentine. ...And You Will Know Us By The Trail Of Dead stond in tegenstelling tot eerdere berichten niet op de bill.
Main Stage AAlter Bridge, Motörhead, Velvet Revolver, Black Sabbath
Main Stage BPapa Roach, Slayer, Audioslave, Rammstein
Tent StageMetal Church, Team Sleep, Mastodon, The Dillinger Escape Plan, After Forever, Chimaira, Machine Head, Flogging Molly
MTV StageSkip the Rush, The*Ga*Ga*s, Autumn, Gorefest, Dreadlock Pussy, Helmet, Soulfly

### 2007
De derde editie van Fields of Rock vond plaats op 16 en 17 juni 2007. Buckcherry (tourverplichtingen in de VS), Shadows Fall (problemen met de toursupport) en Machine Head (met pech langs de weg en file in Duitsland) moesten afzeggen. De Dublin Death Patrol verschoof hierdoor van de Rage Stage naar de Main Stage om het verlies van Machine Head op te vangen. Shadows Fall kon worden vervangen door Volbeat. 
De optredens van After Forever en Papa Roach werden omgewisseld omdat Papa Roach er niet op tijd kon zijn wegens een zieke buschauffeur; het optreden van Aiden werd daardoor ook vervroegd. Kamelot en Pain of Salvation moesten ook hun optredens verwisselen, omdat Kamelot ruimtegebrek op de Rage Stage had. Het optreden van Spoiler NYC was een mini-showcase, ze waren meegenomen door Life of Agony. Evan Seinfeld en Tera Patrick verzorgden de presentatie van de Main Stage.

#### Zaterdag
Main StageLauren Harris, After Forever, Dublin Death Patrol, Heaven & Hell, Slayer, Iron Maiden
Temple of RockPanic Cell, In this moment, Aiden, Papa Roach, Kamelot, DragonForce
Rage StageThe Spyderz, Bloodsimple, Fastway, Mastodon, Pain of Salvation

#### Zondag
Main StageBlack Label Society, Megadeth, Motörhead, Korn, Velvet Revolver, Ozzy Osbourne
Temple of RockDelain, Amon Amarth, Ill Niño, Hinder, Type O Negative, Dream Theater
Rage StageVolbeat, Walls of Jericho, DevilDriver, Spoiler NYC, Life of Agony, Suicidal Tendencies, Hatebreed